# St. Alban (Stillnau)

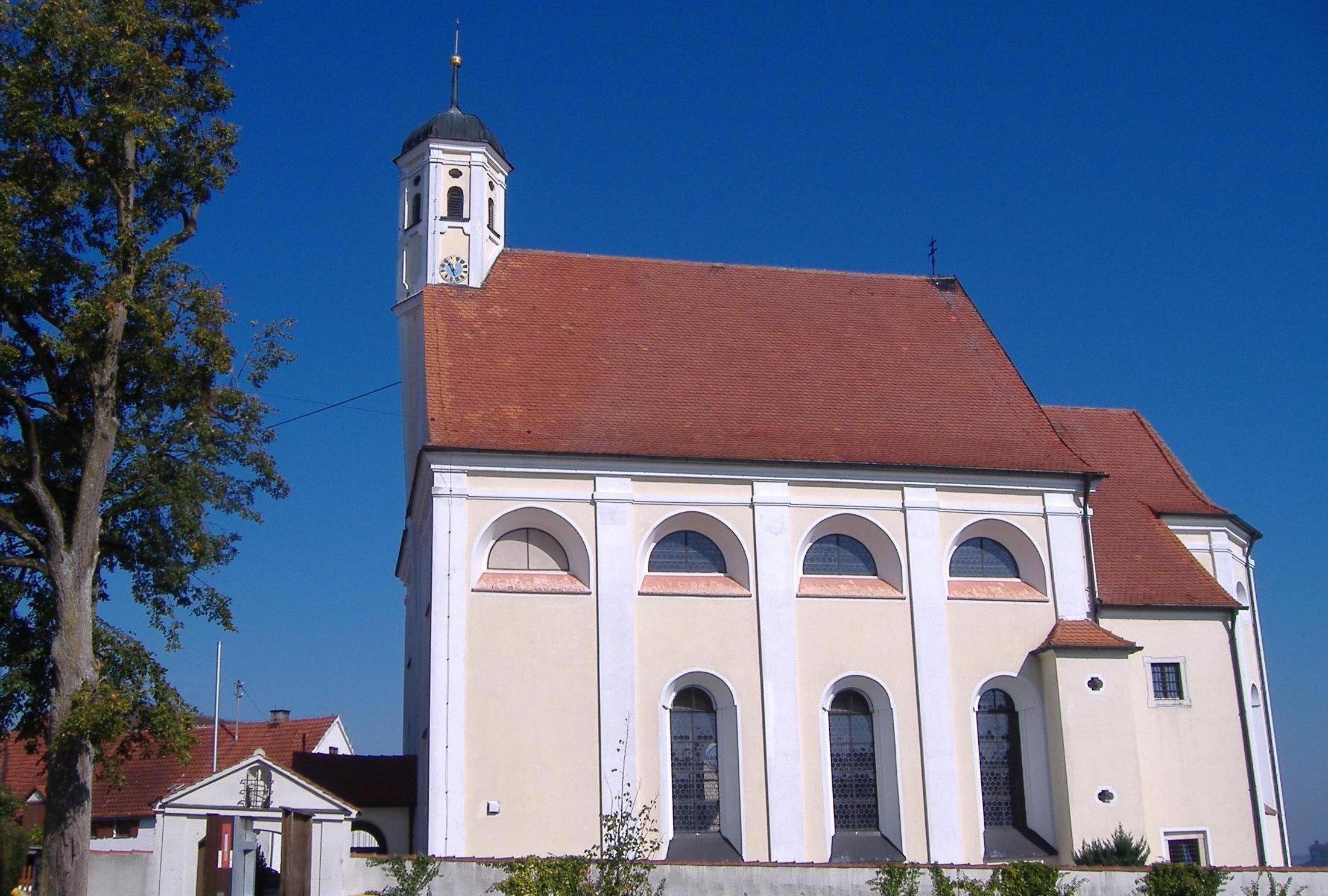
Kirche St. Alban in Stillnau

St. Alban ist eine katholische Pfarrkirche in Stillnau, einem Ortsteil der Gemeinde Bissingen im schwäbischen Landkreis Dillingen an der Donau, die im 17. Jahrhundert errichtet wurde. Die Kirche ist ein geschütztes Baudenkmal.

## Geschichte
Stillnau gehörte zur Pfarrei Bissingen und wurde erst 1847 eigenständig. Die barocke Kirche wurde von 1669 bis 1672 nach den Plänen des Baumeisters Georg Danner errichtet. Der Vorgängerbau war eine kleine romanische Chorturmkirche, die an gleicher Stelle stand. Der Patronatsherr Graf Wilhelm IV. von Oettingen-Wallerstein erteilte den Auftrag für die neue Kirche und sicherte die Finanzierung. Die Weihe erfolgte am 27. Juni 1686 durch den Augsburger Weihbischof Johannes Eustache Egolf von Westernach. Die letzte Außen- und Innenrenovierung fand 1987/88 statt.

## Architektur

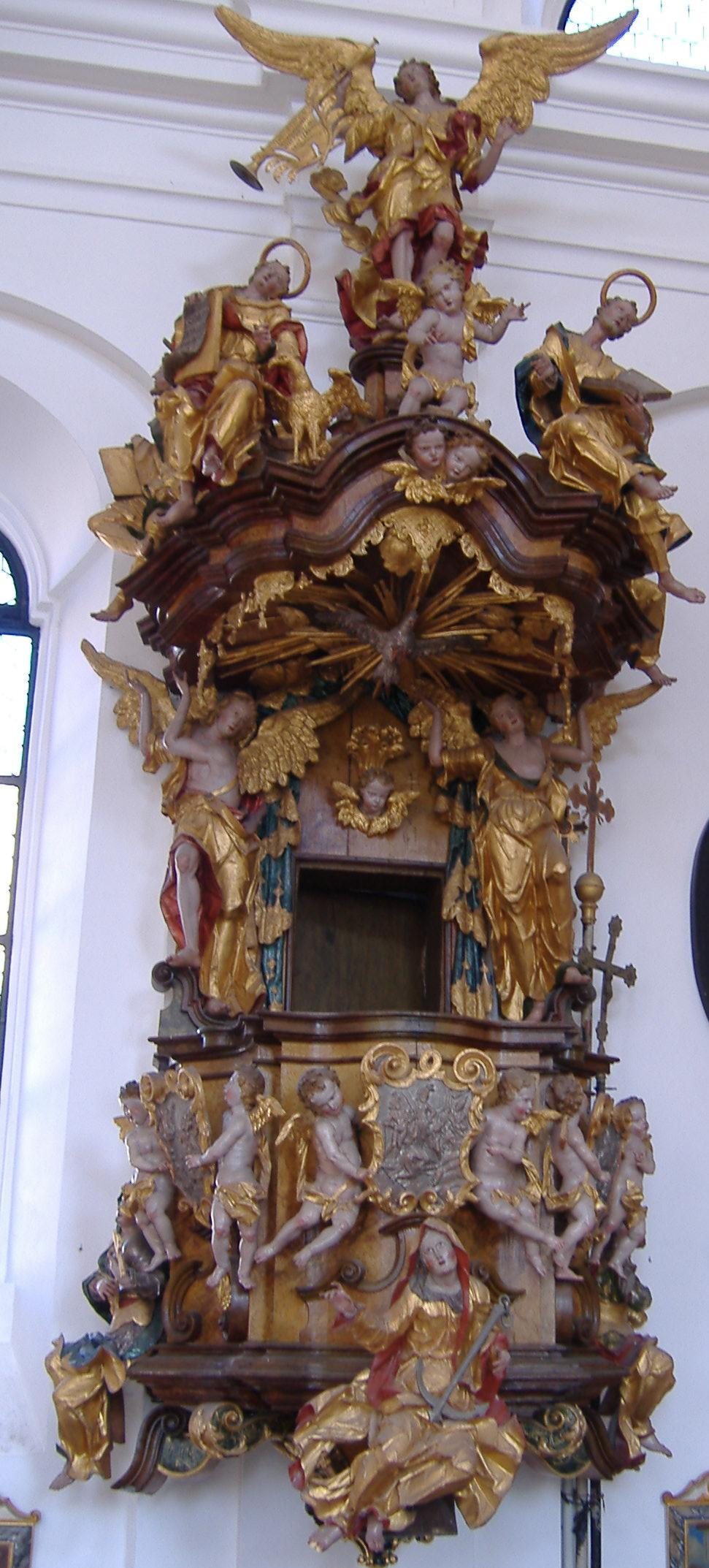
Kanzel von Georg Bschorer

Die dem heiligen Alban geweihte Kirche ist ein einschiffiger Bau mit vier Achsen und einem um drei Stufen erhöhten eingezogenen Chor. Das Schiff und der Chor sind mit einer flachen Tonne mit Stichkappen gedeckt. Die Wandgliederung besteht aus Pilastern mit Kämpferprofil und einer Vertäfelung bis zu den Fenstersohlbänken. Den oberen Abschluss bildet ein profiliertes Kranzgesims. Über eingezogenen Rundbogenfenstern befinden sich über dem Kranzgesims spitzbogige Schildbogenfelder mit halbkreisförmigen Fenstern. 
Im Westen befindet sich eine Doppelempore, die auf quadratischen Pfeilern steht. Das rundbogige Westportal besitzt einen Schlussstein mit dem Wappen des Hauses Oettingen und den Initialen W.G.Z.Ö. für Wilhelm Graf zu Öttingen. Das Vorzeichen wurde im 19. Jahrhundert errichtet.

## Ausstattung
Die Kanzel ist ein Werk von Johann Georg Bschorer aus dem Jahr 1738. Die drei Altäre sind ebenfalls von ihm 1728 gefertigt worden. Der Hochaltar wurde 1857 ersetzt durch einen Altar aus der Werkstatt Thony in Augsburg. Thomas Gsele fertigte den Orgelprospekt im Jahre 1765. Unter den Figuren der Kirche sind besonders erwähnenswert der heilige Alban (um 1490/1500) sowie eine Muttergottes (um 1480/90).